# Quintanilla de la Ribera
Quintanilla de la Ribera es un concejo del municipio de Ribera Baja, en la provincia de Álava, País Vasco (España).

## Toponimia
En el año 1025 en la Reja de San Millán, consta como Quintaniella.Otras denominaciones que ha tenido son Quintanylla (1414), Quintanilla, (1551), Quintanilla de la Ribera (1962) o Quintanilla de la Ribera Baja (1989) entre otros. En euskera, Quintanilla Erriberabeitia desde 2016.

## Geografía física
Quintanilla de la Ribera está situada a una altitud media de 574 metros, sobre la ladera de uno de los cerros que separan las cuencas de los ríos Bayas y Zadorra. El poblado domina las tierras bajas que bañan ambos ríos hasta su encuentro con el Ebro.

La abrupta orografía de la ladera condiciona tanto la disposición del pueblo, dividido en dos por el trazado de la carretera, como la de las parcelas labriegas que lo rodean.
| Noroeste: Villabezana,Salcedo,Comunión (Álava) | Norte: Igay,Melledes | Nordeste: Manzanos |
|                                                |                      | Este: Estavillo    |
| Suroeste: Rivabellosa                          |                      | Sureste: Rivaguda  |

## Historia
Su antigüedad queda puesta de manifiesto al ser citada con el nombre Quintaniella como una de las posesiones de Alfonso VIII de Castilla en la célebre Reja de San Millán, documento del año 1025. Asimismo, en la enumeración de títulos y propiedades de Pedro Ortiz de Zárate y Guebara se menciona la existencia de un palacio en esta localidad en el año 1762.[cita requerida]
Lugar de señorío en la hermandad de la Ribera, era uno de los 7 pueblos de la Ribera Baja y se regía por el alcalde mayor y demás justicia común a dichos 7 pueblos (Rivabellosa, Salcedo, Rivaguda, Manzanos, Melledes, Igay y Quintanilla).
Bibliografía del año 1802 agrega que en dichas poblaciones que «se llamaron en lo antiguo las 7 villas», «el conde de Haro, duque de Frias, como señor de ellos, elige un alcalde mayor por 2 años y los pueblos nombran sus regidores.»
Seguidamente, describe como Los pobladores «de toda la hermandad (…) unos 550 vecinos con 36 parroquias y 47 beneficiados (…) generalmente son inclinados al plantío de árboles, aprovechan a este efecto los linderos de sus heredades y las orillas de los rios Bayas que atraviesa toda la hermandad de N á S y Zadorra que la baña por E, donde hay nogales, olmos y varios frutales que les proporcionan la recreación y la utilidad.[cita requerida]

## Demografía
| Gráfica de evolución demográfica de Quintanilla de la Ribera entre 2000 y 2017 |
|                                                                                |
| Población de derecho según los censos de población del INE.                    |

## Cultura

### Patrimonio material

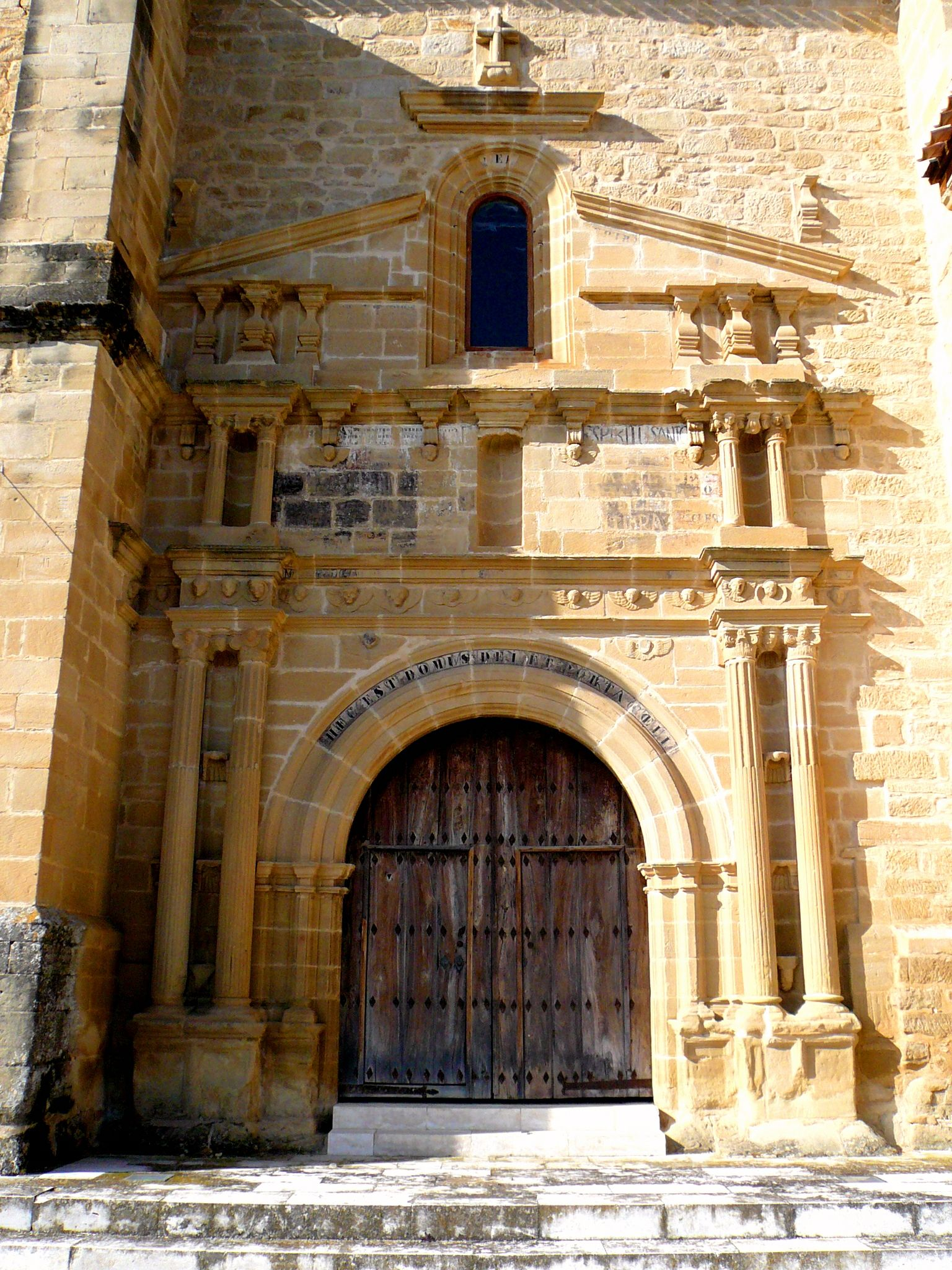
Portada renacentista de la Iglesia de San Esteban.

La edificación más destacada del pueblo es la Iglesia de San Esteban, declarada Bien de Interés Cultural. Fue construida en el siglo XVI en estilo gótico aunque sufrió reformas en el siglo XVII en estilos renacentista y barroco. Es de nave única, con tres cuerpos añadidos y un remate en frontón abierto. La portada se encuentra encajada en dos estribos, uno de los cuales exhibe un reloj de sol datado en 1667. El arco de entrada se encuentra flanqueado por dos columnas dobles de fuste acanalado sobre plintos y capiteles jónicos con ángeles sobre las cuales se apoya un entablamento formado por molduras y un friso con cabezas de ángeles alados. El retablo del altar mayor, fechado en 1664, se debe al arquitecto Juan Bautista Galán. La torre se encuentra pegando a la sacristía y a la cabecera, lo que resulta inusual.

En el centro del pueblo, se encuentra un complejo de edificaciones: dos, que albergaron el horno comunal, la antigua casa escuela y la sala del Concejo. Delante de estos edificios se encuentra el juego de bolos. En frente de esas edificaciones se encuentra la antigua Picota, desplazada algunos metros de su ubicación original que estaba en el cruce de caminos cercano. Cuesta abajo se encuentra el lavadero cubierto con unos pilones exteriores para lavar, abrevadero para el ganado y fuente.Y la escuela nueva construida durante la II República, inaugurada en octubre de 1935 donde fue maestra Isabel Etxeberria Gorriti.

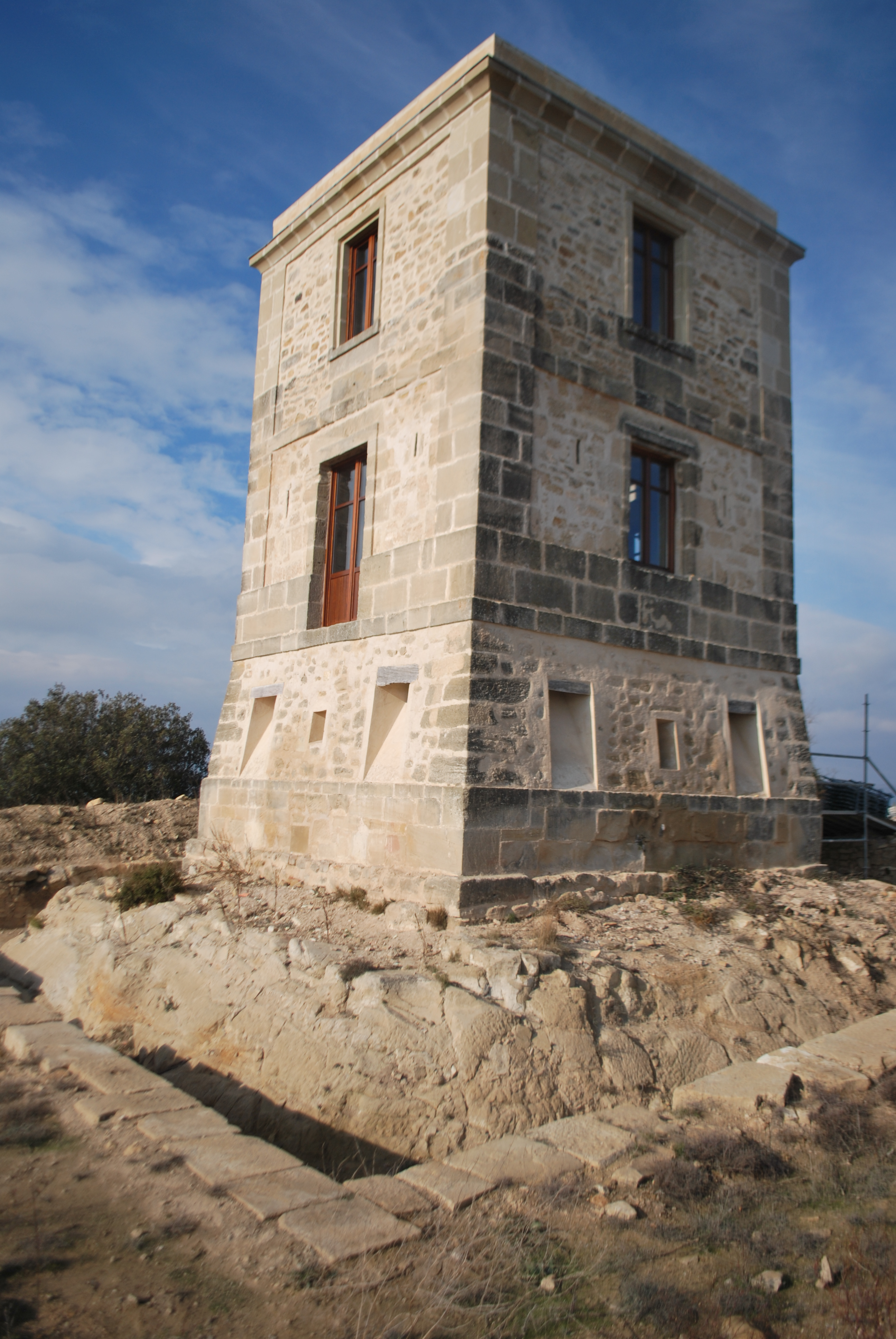
Torre óptica de Quintanilla de la Ribera. Posición 34 de la Línea de Castilla.

Otra edificación cercana destacada es la torre de telegrafía óptica del concejo, que se encuentra a algo más de un kilómetro del pueblo, en los 42º 43' 33" de latitud N, 2º 53' 31" longitud O, a 677 m de altitud sobre un saliente que domina la llanura de Miranda de Ebro. Era parte de la "Línea de Castilla" de la tardía red de telegrafía óptica de España, la primera línea en construirse, que entró en servicio el 2 de octubre de 1846 y unía Madrid con Irún por medio de 52 torres.
La de Quintanilla era la torre n.º 34, la última de la Sección 6ª, entre Campajares (Bugedo, provincia de Burgos) y La Puebla de Arganzón, en la línea divisoria de Nanclares de Oca (Álava) y Puebla de Arganzón.La torre, construida en piedra y de unos nueve metros de altura, consta de planta baja y dos pisos. La planta baja, en forma de pirámide truncada, presenta en cada una de sus caras tres troneras con dintel de madera y el espesor de sus muros alcanza un metro.

### Patrimonio inmaterial
Las fiestas patronales del concejo son el día 26 de diciembre, día de San Esteban, pero su celebración tiene lugar el último fin de semana de septiembre.